# Loma de la Purísima
Loma de la Purísima är en ort i Mexiko.   Den ligger i kommunen San Miguel de Allende och delstaten Guanajuato, i den centrala delen av landet, 230 km nordväst om huvudstaden Mexico City. Loma de la Purísima ligger 2 087 meter över havet och antalet invånare är 380.
Terrängen runt Loma de la Purísima är platt söderut, men norrut är den kuperad. Runt Loma de la Purísima är det tätbefolkat, med 343 invånare per kvadratkilometer. Närmaste större samhälle är San Miguel de Allende, 11,5 km väster om Loma de la Purísima. Trakten runt Loma de la Purísima består till största delen av jordbruksmark.